# Michel Tornéus
Michel Tornéus (Suecia, 26 de mayo de 1986) es un atleta sueco, especialista en la prueba de salto de longitud en la que llegó a ser subcampeón europeo en 2016.

## Carrera deportiva
En el Campeonato Europeo de Atletismo de 2012 ganó la medalla de bronce en salto de longitud, llegando hasta los 8.17 metros, siendo superado por el alemán Sebastian Bayer (oro con 8.34 m) y el español Luis Felipe Méliz (plata).
Cuatro años después, en el Campeonato Europeo de Atletismo de 2016 ganó la medalla de plata en el salto de longitud, con un salto de 8.21 metros, siendo superado por el británico Greg Rutherford (oro con 8.25 m) y por delante del neerlandés Ignisious Gaisah (bronce con 7.93 metros).